# إشكان شرقي
إشكان شرقي (بالكردية: Aşkê Şerqî‏) هي قرية سوريّة تتبع إداريّاً لمحافظة حلب منطقة عفرين ناحية جنديرس. بلغ تعداد سكانها 239 نسمة حسب التعداد السكاني لعام 2004، و1,215 نسمة حسب قيود السجل المدني لنهاية عام 2005.

## التسمية
اشتق اسم القرية من اسم عشيرة آشكان الكرديّة حسب الدكتور محمد عبدو علي، وهناك قريتان في ناحية جنديرس تحملان هذا الاسم: إشكان شرقي وإشكان غربي.